# Гейко Дмитро Вадимович
Дмитро Вадимович Гейко (нар. 10 січня 2000, Одеса, Україна) — український футболіст, лівий захисник, який грає за німецький клуб «Фріздорф».

## Життєпис
Вихованець одеського «Чорноморця», у футболці якого з 2013 по 2017 рік виступав у ДЮФЛУ. У сезоні 2017/18 років виступав за «моряків» в юнацькому чемпіонаті України, а наступного сезону — виступав вже переважно за молодіжну команду «Чорноморця». За підсумками сезону 2018/19 років одесити вилетіли до Першої ліги України. Сезону 2019/20 років розпочав у відродженому фарм-клубу «моряків», «Чорноморцю-2», у футболці якого дебютував 27 липня 2019 року в програному (1:4) виїзному поєдинку 1-го туру групи «Б» Другої ліги України проти криворізького «Кривбасу». Дмитро вийшов на поле в стартовому складі та відіграв увесь матч. У сезоні 2019/20 років зіграв 18 матчів у Другій лізі України.
Напередодні старту сезону 2020/21 років переведений до першої команди «Чорноморця», у футболці якого дебютував 20 листопада 2020 року в нічийному (0:0) виїзному поєдинку 14-го туру Першої ліги України проти «Альянсу». Гейко вийшов на поле в стартовому складі та відіграв увесь матч.